# Niagan
Niagan (russo:  Нягань) é um município da Rússia, localizado no território da Khântia-Mânsia, cercada pelo rio Ob, de área 814 km² com população de sua população e de 58 565 habitantes (2020).
É a terra natal da ex-tenista Maria Sharapova.